# Nellieburg, Mississippi
Nellieburg, Mississippi (енгл. Nellieburg) насељено је место без административног статуса у америчкој савезној држави Мисисипи.

## Демографија
По попису из 2010. године број становника је 1.414, што је 60 (4,4%) становника више него 2000. године.
| Група             | 2000.         | 2010.         |
| Белци             | 1.135 (83,8%) | 1.096 (77,5%) |
| Афроамериканци    | 186 (13,7%)   | 295 (20,9%)   |
| Азијати           | 13 (1,0%)     | 8 (0,6%)      |
| Хиспаноамериканци | 14 (1,0%)     | 6 (0,4%)      |
| Укупно            | 1.354         | 1.414         |